# 付井镇
付井镇，是中华人民共和国河南省周口市沈丘县下辖的一个乡镇级行政单位。

## 行政区划
付井镇下辖以下地区：
付井村、赵口村、王营村、九里村、高湖村、马堂村、孙小楼村、周庄村、东李楼村、卜楼村、岗王村、玉帝庙村、梅庙村、周寨村、洼李庄村、宿营村、腰庄村、赵庙村、西李楼村、郭岗村、吴营村、杨庄村、夏庄村、陈营村、陈观村、王楼村、王周庄村、东王村、李庄村、南杨集村和王庄村。